# Perdiz-de-nahan
A perdiz-de-nahan, por vezes chamada também francolim-de-nahan (Ptilopachus nahani), é uma espécie de ave da família Odontophoridae.
Como o seu nome alternativo sugere, anteriormente acreditava-se que esta ave era um francolim e por isso era colocada nos géneros Francolinus ou Pternistis, mas actualmente sabe-se que o seu parente mais próximo é a perdiz-das-rochas e em conjunto estas duas espécies podem ser os únicos representantes africanos das codornizes do Novo Mundo (Odontophoridae).

## Distribuição e habitat
Pode ser encontrada nos seguintes países: República Democrática do Congo e Uganda.
Os seus habitats naturais são: florestas subtropicais ou tropicais húmidas de baixa altitude.
Está ameaçada por perda de habitat.